# Baiba Bendika
Baiba Bendika (* 27. Juni 1991 in Cēsis) ist eine lettische Biathletin und Skilangläuferin. 2011 debütierte sie im Biathlon-Weltcup und erreichte dort 2016 als erste Sportlerin ihres Landes ein Ergebnis unter den besten Fünf. Im Januar 2021 wurde sie Europameisterin im Sprint, vier Jahre später gewann sie den Europameistertitel in der Verfolgung.

## Karriere

### Erste Erfolge (bis 2016)
Bendika, deren Vater ebenfalls als Biathlet aktiv war, begann im Alter von zehn Jahren mit dem regelmäßigen Training auf Skiern. Parallel dazu übte sie zunächst weitere Sportarten aus – unter anderem Orientierungslauf und Unihockey –, ehe sie sich auf Biathlon konzentrierte. Sie besuchte die Sportschule in Cēsis und studierte im Anschluss von 2010 bis 2014 Tourismusmanagement an der Hochschule Vidzeme. Persönlicher Trainer der mit einer Körpergröße von 1,55 m zu den kleinsten Athletinnen im Weltcupfeld zählenden Bendika ist seit Mitte der 2010er Jahre der lettische WM-Medaillengewinner Ilmārs Bricis, mit dem sie auch privat ein Paar bildet.
Ihre ersten internationalen Rennen bestritt Bendika beim Europäischen Olympischen Winter-Jugendfestival 2009, wo sie im Sprint den 31. Rang belegte und mit der Mixed-Staffel Zehnte wurde. In den folgenden Jahren bis 2012 trat sie regelmäßig zu internationalen Nachwuchsmeisterschaften an, bei denen sie zumeist Ergebnisse im hinteren Mittelfeld belegte. Ihr bestes Einzelresultat bei einer Junioren-Weltmeisterschaft erzielte sie 2011 als 34. im 12,5-Kilometer-Einzelrennen. Im kleinen lettischen Biathlonteam rückte Bendika binnen weniger Jahre in die erste Mannschaft auf und erhielt ab dem Winter 2011/12 erste Einsätze im IBU-Cup und im Weltcup. In der höchsten internationalen Wettkampfserie verpasste sie bis 2015/16 die Punkteränge der besten 40 in jedem ihrer Einzelauftritte deutlich, im IBU-Cup erreichte sie diese Positionen vereinzelt. Bei ihren ersten Weltmeisterschaften 2012 in Ruhpolding wurde Bendika 95. im Sprint und 99. im Einzel (bei jeweils gut 110 Teilnehmerinnen). Die lettischen Staffeln, in denen sie lief, wurden jeweils überrundet.
Im Februar 2016 belegte Bendika – die bis dahin noch keinen Weltcuppunkt gewonnen hatte – im Sprint von Canmore den fünften Platz. Sie blieb in diesem Rennen als eine von sieben Sportlerinnen ohne Fehlschuss und wies am Ende 23,7 Sekunden Rückstand auf die Siegerin Olena Pidhruschna auf. Mit ihrem Ergebnis übertraf sie Ieva Cederštrēmas siebten Rang im Antholzer Einzel von 1994, der bis dahin das beste Resultat einer lettischen Biathletin im Weltcup war. In den darauffolgenden Weltcuprennen von Presque Isle erreichte Bendika in Sprint und Verfolgung die Plätze 15 und 13. Sie beendete die Saison 2015/16 als 49. des Gesamtweltcups. Gemeinsam mit Andrejs Rastorgujevs kam sie in diesem Winter zudem in beiden im Rahmen des Weltcups ausgetragenen Single-Mixed-Staffeln auf Rang acht.

### Etablierung im Weltcup (seit 2016)
Bendika lief in den Wintern von 2016 bis 2020 mit zunehmender Häufigkeit in die Punkteränge im Weltcup und steigerte dabei vor allem ihre Laufleistungen: Im Winter 2016/17 waren ihre Zeiten auf der Strecke zwei Prozent langsamer als der Schnitt des Teilnehmerfeldes, vier Jahre später lief sie um zwei Prozent schneller als die durchschnittliche Weltcupathletin. Sporadisch gelangen der Lettin weitere Top-Ten-Ergebnisse. Im Dezember 2018 stellte sie als Fünfte des 15-Kilometer-Einzelrennens auf der Pokljuka ihr bestes Weltcupergebnis ein; bei den Weltmeisterschaften 2020 in Antholz lief sie – nach Platz zwölf im Sprint – auf den neunten Rang in der Verfolgung. Im Massenstartrennen der WM 2021 kam Bendika zusammen mit Lisa Hauser in Führung liegend zum letzten Schießen, verfehlte dort zwei Scheiben und fiel auf den neunten Platz im Ziel zurück. Die Saison 2019/20 schloss sie als 32. des Gesamtweltcups ab. Zudem stand Bendika während dieser Jahre im Sprint von Martell im Januar 2017 als Dritte erstmals auf dem Podium eines IBU-Cup-Wettkampfs und nahm 2018 (als einzige lettische Biathletin) an den Olympischen Winterspielen in Pyeongchang teil, wo sie bei ihren drei Starts in Einzelrennen Resultate zwischen den Plätzen 33 und 38 erreichte. Ihren ersten internationalen Titel gewann sie als Sprint-Europameisterin 2021 in Duszniki-Zdrój vor der Norwegerin Karoline Erdal.

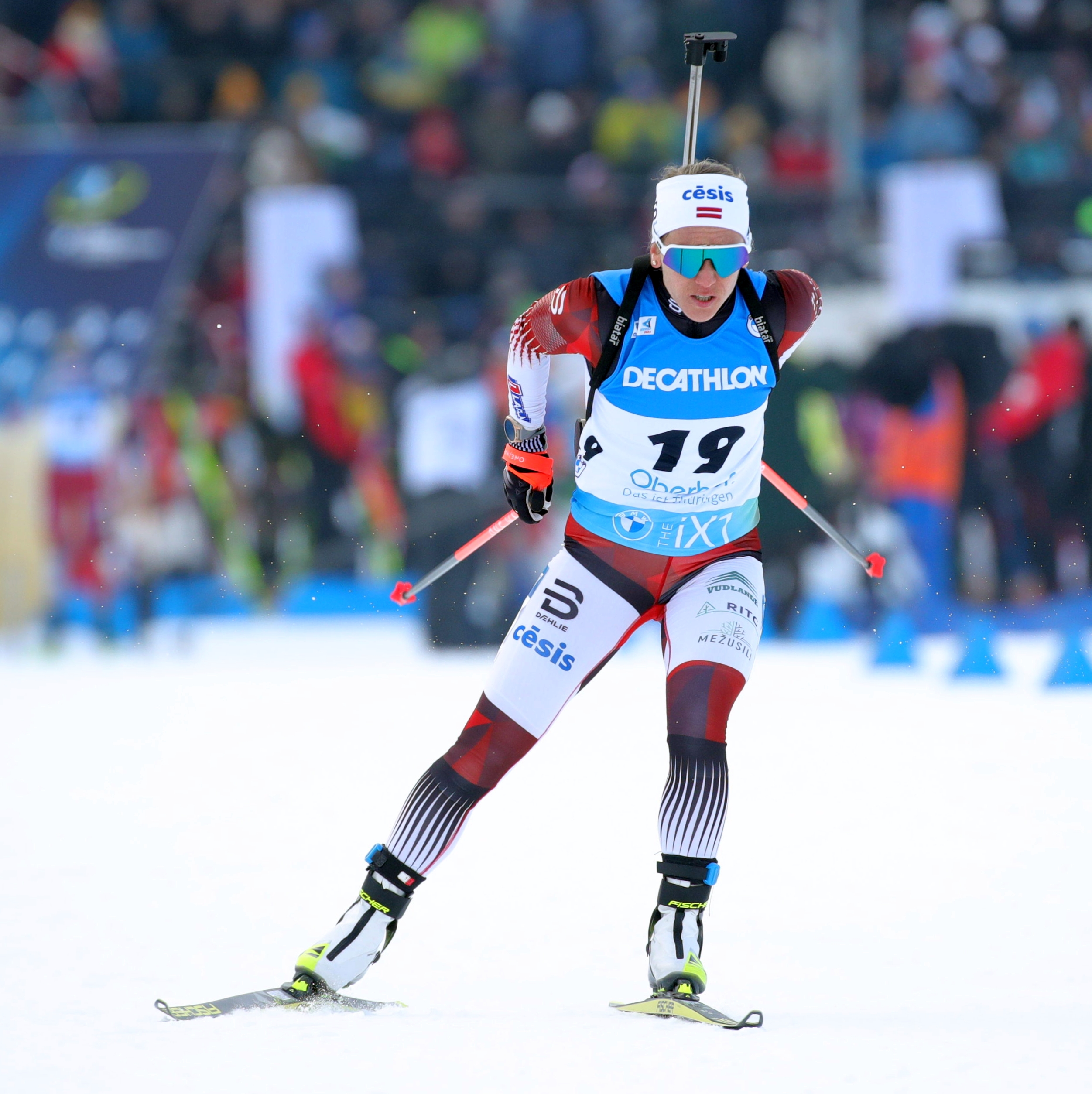
Bendika während der Weltmeisterschaften 2023 in Oberhof

Im Februar und März 2021 nahm Bendika als Skilangläuferin an der Nordischen Ski-WM in Oberstdorf teil. Unter knapp 90 Teilnehmerinnen belegte sie Rang 35 im 10-Kilometer-Freistilrennen. Zuvor hatte sie die Vorausscheidung der nicht bereits qualifizierten Sportlerinnen gewonnen. Bei den Olympischen Winterspielen 2022 in Peking startete Bendika sowohl im Biathlon als auch im Skilanglauf. Sie erklärte, sie sei zehn Tage vor ihrer geplanten Abreise nach Peking positiv auf COVID-19 getestet worden, was ihre Planung und ihre Leistungen eingeschränkt habe. In beiden Sportarten erreichte sie kein Einzelergebnis unter den besten 30 Athletinnen. Am 5. März 2023 stand Bendika zusammen mit Andrejs Rastorgujevs zum ersten Mal in ihrer Laufbahn auf dem Podium im Biathlon-Weltcup: In der Single-Mixed-Staffel in Nové Město belegten die beiden Sportler den dritten Rang hinter den Teams aus Norwegen und der Schweiz. Insgesamt verschlechterte sich Bendikas Schießleistung Anfang der 2020er-Jahre deutlich: Nachdem sie zuvor regelmäßig mit mehr als 80 Prozent ihrer Schüsse getroffen hatte, sank ihre durchschnittliche Trefferquote im Winter 2022/23 auf 72 Prozent. Die Athletin erklärte dieses Ergebnis zum Teil mit Abnutzungsspuren am Lauf ihres Gewehres.
Zwei Monate nach der Geburt ihres ersten Kindes im Herbst 2023 startete Bendika zum Auftakt der Saison 2023/24 wieder beim Weltcup in Östersund. Ihre besten Saisonergebnisse erzielte sie bei den Weltmeisterschaften 2024 in Nové Město, wo sie im Sprint mit einem Schießfehler den fünften Platz hinter vier Französinnen belegte. In der anschließenden Verfolgung wurde sie Elfte. Bei den Europameisterschaften 2025 in Martell gewann Bendika zunächst die Bronzemedaille im Sprint und entschied am Folgetag die Verfolgung für sich. Bei den ersten drei Schießeinlagen des Verfolgungsrennens traf sie jeweils mit allen Schüssen und kam mit einer Minute Vorsprung zum letzten Stehendschießen, wo sie drei Scheiben verfehlte, die Führung aber bis ins Ziel verteidigte.

## Statistiken

### Weltcupstatistik
Die Tabelle zeigt alle Platzierungen (je nach Austragungsjahr einschließlich Olympische Spiele und Weltmeisterschaften).
- 1.–3. Platz: Anzahl der Podiumsplatzierungen
- Top 10: Anzahl der Platzierungen unter den ersten zehn (einschließlich Podium)
- Punkteränge: Anzahl der Platzierungen innerhalb der Punkteränge (einschließlich Podium und Top 10)
- Starts: Anzahl gelaufener Rennen in der jeweiligen Disziplin
- Staffel: inklusive Mixed- und Single-Mixed-Staffeln

| Platzierung               | Einzel | Sprint | Verfolgung | Massenstart | Staffel | Gesamt |
| ------------------------- | ------ | ------ | ---------- | ----------- | ------- | ------ |
| 1. Platz                  |        |        |            |             |         |        |
| 2. Platz                  |        |        |            |             |         |        |
| 3. Platz                  |        |        |            |             | 1       | 1      |
| Top 10                    | 2      | 2      | 1          | 1           | 6       | 12     |
| Punkteränge               | 11     | 31     | 27         | 6           | 41      | 116    |
| Starts                    | 30     | 87     | 46         | 6           | 41      | 210    |
| Stand: Saisonende 2024/25 |        |        |            |             |         |        |

### Biathlon-Weltmeisterschaften
Ergebnisse bei Weltmeisterschaften:
| Weltmeisterschaft | Weltmeisterschaft | Einzelwettbewerbe | Einzelwettbewerbe | Einzelwettbewerbe | Einzelwettbewerbe | Staffelwettbewerbe | Staffelwettbewerbe | Staffelwettbewerbe  |
| Jahr              | Ort               | Sprint            | Verfolgung        | Einzel            | Massenstart       | Frauenstaffel      | Mixedstaffel       | Single-Mixedstaffel |
| ----------------- | ----------------- | ----------------- | ----------------- | ----------------- | ----------------- | ------------------ | ------------------ | ------------------- |
| 2012              | Ruhpolding        | 95.               | –                 | 99.               | –                 | 26.                | 23.                |                     |
| 2013              | Nové Město        | 91.               | –                 | 98.               | –                 | –                  | 23.                |                     |
| 2015              | Kontiolahti       | 82.               | –                 | 92.               | –                 | –                  | –                  |                     |
| 2016              | Oslo              | 78.               | –                 | 65.               | –                 | –                  | 25.                |                     |
| 2017              | Hochfilzen        | 50.               | 27.               | 65.               | –                 | –                  | 25.                |                     |
| 2019              | Östersund         | 17.               | 23.               | 52.               | 27.               | –                  | 23.                | 10.                 |
| 2020              | Antholz           | 12.               | 9.                | 25.               | 18.               | 23.                | 21.                | 17.                 |
| 2021              | Pokljuka          | 26.               | 18.               | 52.               | 9.                | 22.                | 23.                | 14.                 |
| 2023              | Oberhof           | 62.               | –                 | 44.               | –                 | –                  | 25.                | 19.                 |
| 2024              | Nové Město        | 5.                | 11.               | 67.               | 23.               | 15.                | 19.                | 8.                  |
| 2025              | Lenzerheide       | 55.               | 41.               | 25.               | –                 | 16.                | 22.                | 9.                  |

### Olympische Winterspiele
Ergebnisse bei Olympischen Winterspielen:
|                                             | Einzelwettbewerbe | Einzelwettbewerbe | Einzelwettbewerbe | Einzelwettbewerbe | Staffelwettbewerbe | Staffelwettbewerbe |
| Sprint                                      | Verfolgung        | Einzel            | Massenstart       | Damenstaffel      | Mixedstaffel       |                    |
| ------------------------------------------- | ----------------- | ----------------- | ----------------- | ----------------- | ------------------ | ------------------ |
| Olympische Winterspiele 2018 \| Pyeongchang | 39.               | 33.               | 39.               | –                 | –                  | –                  |
| Olympische Winterspiele 2022 \| Peking      | 50.               | 48.               | 58.               | –                 | –                  | –                  |